# Dictyophragmus lactucoides
Dictyophragmus lactucoides là một loài thực vật có hoa trong họ Cải. Loài này được (Förther & Weigend) Al-Shehbaz mô tả khoa học đầu tiên năm 2006.